# Aoua Kéita

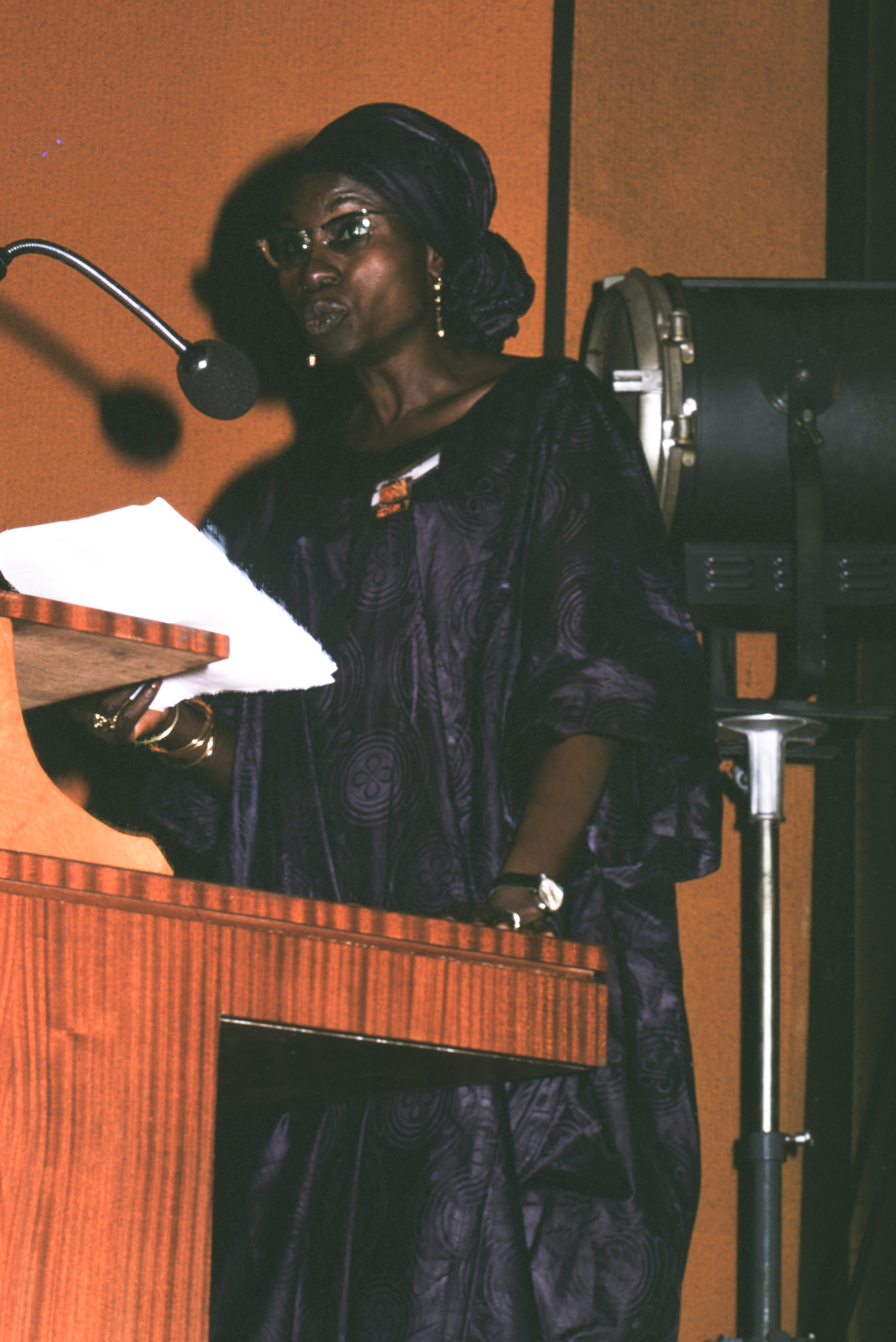
Aoua Kéita, 1975

Aoua Kéita (* 1912 in Bamako, Mali; † 7. Mai 1980 ebenda) war eine afrikanische Aktivistin und Schriftstellerin aus Mali.
Nach der Schule in ihrem Heimatort besuchte Kéita in Dakar die medizinische Fakultät und schloss mit einem Diplom ab. 1935 heiratete sie den Arzt M. Diawara, von dem sie sich später scheiden ließ. Ab 1946 war sie bei der Rassemblement Démocratique Africain aktiv, die praktisch in allen französischen Kolonien Afrikas an Einfluss gewann. In den 1950er Jahren gründete sie die Collective Female Trade Union Movement und vertrat die Organisation auch 1957 beim Constitutional Congress of the General Union of Workers of Black Africa. 1958 wurde sie Mitglied der konstitutionellen Versammlung der Republik Sudan, dem späteren Mali. Schließlich wurde sie 1959 ins Parlament gewählt und hatte dort erheblichen Einfluss, bis es zum Zerwürfnis mit Modibo Keïta kam.

## Ehrungen
- 1976 Grand Prix littéraire de l’Afrique noire für „Femme d’Afrique“

## Werke (Auswahl)
- Femme d’Afrique. La vie d’Aoua Kéita par elle-même. Edition Présence Africaine, Paris 1975, ISBN 2-7087-0320-X.

| Personendaten    | Personendaten             |
| ---------------- | ------------------------- |
| NAME             | Kéita, Aoua               |
| KURZBESCHREIBUNG | malische Schriftstellerin |
| GEBURTSDATUM     | 1912                      |
| GEBURTSORT       | Bamako                    |
| STERBEDATUM      | 7. Mai 1980               |
| STERBEORT        | Bamako                    |